# Flühler
Flühler ist ein Schweizer Familienname.

## Herkunft und Bedeutung
Der Name Flühler ist ein Wohnstättenname, entstanden aus dem Toponym Fluh, auch Flüh.

## Verbreitung
Vorkommen des Familiennamens Flühler:
- Schweiz:
  1. Stans, Dallenwil (etwa 20 % aller Flühler in der Schweiz)
  2. Baar, Thalwil, Winterthur, Zug, Küssnacht am Rigi
  3. Gossau SG, Kriens, Zürich u. a.

## Bekannte Namensträger
- Adolf Flühler (1894–1978), Schweizer Politiker
- Hannes Flühler, Professor am Institut für Terrestrische Ökosysteme, ETH Zürich.[1]
- Dione Flühler-Kreis, Kuratorin, Schweizerisches Landesmuseum, Zürich.[2]
- Josef Flühler (1814–1884), Schweizer Politiker